# هيلاري باري
هيلاري باري (بالإنجليزية: Hilary Barry)‏ هي صحفية نيوزيلندية، ولدت في 4 ديسمبر 1969.